# Эдельгериев, Абдулвахид Алуевич
Абдулвахи́д Алу́евич Эдельгери́ев (1983, Волгоградская область, СССР — 1 ноября 2015, Стамбул, Турция) — один из военных амиров (военных командиров) чеченских моджахедов на территории Сирии в ходе гражданской войны — занимал должность военного амира «Джейш аль-Мухаджирин валь-Ансар». Активный участник второй чеченской войны, а также боевых действий в Донбассе на стороне Украины. Администратор сайта «Кавказ-центр». В 2014-2015 годах — представитель «Вилаята Нохчийчоь» за рубежом. Получил известность под именем Абдуль-Вахид Шишани (араб. عبد الواحد الشيشاني, Абдуль-Вахид Чеченский‎). Застрелен 1 ноября 2015 года в Стамбуле.

## Биография

### Происхождение
Абдулвахид Эдельгериев родился в 1983 году в Волгоградской области, СССР. Вырос в Чечне. По национальности — чеченец. Зять Мовлади Удугова. Псевдоним — «Абдуль-Вахид Шишани», прозвище — «рыжий».

### Вторая чеченская война
В первые годы второй чеченской войны Эдельгериев ушёл в горы и участвовал в вооружённых вылазках против российских войск. До него трое его братьев также воевали на стороне ЧРИ. К концу 2000-х годов он стал приближённым Доку Умарова и одной из ключевых фигур в «Имарате Кавказ» — подпольной террористической организации, причастной ко многим террористическим актам в России, в том числе против мирных граждан. В 2009 году по состоянию здоровья прекратил боевые действия и выехал в Турцию.

### Гражданская война в Сирии
После начала активной фазы гражданской войны в Сирии в 2012 году Эдельгериев присоединился к анти-правительственной коалиции, где в 2013 году стал военным руководителем «Джейш аль-Мухаджирин валь-Ансар» — радикальной группировки, сформированной боевиками из Чечни. В 2013 году среди чеченских боевиков в Сирии произошёл раскол связи с тем, что некоторые из них поддержали ИГИЛ. В своей статье на сайте «The Guardian» британский журналист Шон Уокер утверждает, что в Турции Эдельгериев состоял в тесных отношениях с Абу Умаром Шишани — одним из известных и ведущих военных руководителей ИГИЛ, их жёны были сёстрами. Несмотря на свои связи и близость с Тарханом Батирашвили, Эдельгериев не поддержал его решение присоединиться к ИГИЛ. Вместе с другими уроженцами Чечни он оставался на стороне оппозиционных сил до 2014 года. В конце того же года он вернулся в Стамбул, поскольку не хотел принимать участие во внутренних конфликтах исламистских боевиков, воюющих против правительства Башара Асада и конкурирующих друг с другом.

### Боевые действия на Донбассе 2014—2022
В 2014 году направился на Украину и в числе чеченских добровольцев воевал на стороне Вооружённых сил Украины против пророссийских сил. Однако через несколько месяцев Служба Безопасности Украины потребовала от Эдельгериева покинуть территорию своей страны, когда выяснилось, что он связан с террористической организацией «Имарат Кавказ».

### Деятельность в Турции
В 2009 году после ранения Эдельгериев отправился в Стамбул (Турция), где в местной больнице ему сделали две операции на ноге. После ликвидации лидера боевиков Имарата Кавказ Доку Умарова Эдельгериев стал представителем Вилаята Нохчийчоь за рубежом. Являлся администратором сайта «Кавказ-центр». По словам Шона Уокера, в Турции он занимался финансированием боевиков на Северном Кавказе. Подпольные пути снабжения боевиков проходили через Грузию. Однако положение боевиков резко ухудшилось, когда в конце 2012 года в Грузии пришла новая власть в лице Иванишвили. Тогда чеченские боевики, связанные с террористической организации «Имарат Кавказ», попали в чёрный список с запретом на въезд в Грузию.

### Убийство
1 ноября 2015 года в Стамбуле он был застрелен российским киллером, когда вышел из дома за покупками со своей трёхлетней племянницей. По другим данным — по дороге из мечети. На момент гибели ему было 32 года, из них двенадцать лет он участвовал в боевых действиях против российских войск в Чечне, Сирии и на Украине.